# Концерт для скрипки с оркестром (Сибелиус)
Концерт для скрипки с оркестром ре минор, опус 47 ― произведение, написанное Яном Сибелиусом в 1903 году.

## История
Первоначально концерт был посвящён немецкому скрипачу Вилли Бурместеру, которому предполагалось поручить премьерное исполнение в Берлине. По финансовым причинам Сибелиусу пришлось осуществить премьеру этого произведения в Хельсинки, однако Бурместер не имел возможности туда приехать. По этой причине первым исполнителем концерта 8 февраля 1904 года стал Виктор Новачек (1873–1914), профессор класса скрипки Хельсинкской консерватории (ныне ― Академия имени Сибелиуса). 
Сибелиус едва успел переработать концерт до его премьеры, и из-за этого у Новачека оказалось мало времени на подготовку; помимо этого, произведение было очень сложным. Композитор остался недоволен премьерой и сделал вторую редакцию концерта, содержащую меньше технических сложностей для солиста. Эта версия впервые прозвучала 19 октября 1905 года в исполнении чешского скрипача Карела Халира в сопровождении оркестра под руководством Рихарда Штрауса. Бурместер был обижен и навсегда отказался исполнять этот концерт, и тогда композитор посвятил произведение Францу фон Вечею, венгерскому скрипачу, которому в то время было 12 лет.

## Структура
Концерт состоит из трёх частей:
1. Allegro moderato, ре минор, размер ― 2/2

1. Adagio di molto, си-бемоль мажор, размер ― 4/4

1. Allegro, ma non tanto, ре мажор, размер ― 3/4

Концерт написан для скрипки, 2 флейт, 2 гобоев, 2 кларнетов, 2 фаготов, 4 валторн, 2 труб, 3 тромбонов, литавр и струнных.